# Королівська Пошта Гібралтару
Royal Gibraltar Post Office (укр. Королівська Пошта Гібралтару) — національний оператор поштового зв'язку Гібралтару. Є державною компанією та перебуває в підпорядкуванні уряду Гібралтару. Член Всесвітнього поштового союзу.